# Liste der Nummer-eins-Hits in Frankreich (1970)
Diese Liste enthält alle Nummer-eins-Hits in Frankreich im Jahr 1970. Es gab in diesem Jahr 24 Nummer-eins-Singles und 11 Nummer-eins-Alben.

## Singles
| | Liste der Nummer-eins-Hits in Frankreich | Liste der Nummer-eins-Hits in Frankreich | Liste der Nummer-eins-Hits in Frankreich | 1971 →                    |
| \| Zeitraum \| Wo. ges. \| Interpret \| Titel Autor(en) \| Zusätzliche Informationen \| \| (Zeitraum, Wochen auf Platz eins, Interpret, Titel, Autor[en], zusätzliche Informationen) \| \| \| \| \| \| ----------------------------------------------------------------------------------------- \| -------- \| ---------------------------- \| --------------------------------- \| ------------------------- \| \| 27. Dezember 1969 – 9. Januar 1970 2 Wochen \| 2 \| Marcel Zanini \| Tu veux ou tu veux pas \| – \| \| 10. Januar 1970 – 16. Januar 1970 1 Woche \| 1 \| Michel Delpech \| Wight Is Wight \| – \| \| 17. Januar 1970 – 30. Januar 1970 2 Wochen (insgesamt 5) \| 5 \| Michel Polnareff \| Dans la maison vide \| – \| \| 31. Januar 1970 – 13. Februar 1970 2 Wochen (insgesamt 7) \| 7 \| Aphrodite’s Child \| It’s Five o’ Clock \| – \| \| 14. Februar 1970 – 13. März 1970 4 Wochen \| 4 \| Johnny Hallyday \| Ceux que l’amour a blessé \| – \| \| 14. März 1970 – 20. März 1970 1 Woche \| 1 \| Ekseption \| 5th Symphony \| – \| \| 21. März 1970 – 17. April 1970 4 Wochen \| 4 \| The Beatles \| Let It Be \| – \| \| 18. April 1970 – 24. April 1970 1 Woche \| 1 \| Michel Sardou \| Mourir de plaisir \| – \| \| 25. April 1970 – 8. Mai 1970 2 Wochen (insgesamt 3) \| 3 \| Ennio Morricone \| L’homme a l’harmonica \| – \| \| 9. Mai 1970 – 15. Mai 1970 1 Woche \| 1 \| Johnny Hallyday \| Jésus-Christ \| – \| \| 16. Mai 1970 – 22. Mai 1970 1 Woche \| 1 \| Michel Polnareff \| Un train, ce soir \| – \| \| 23. Mai 1970 – 29. Mai 1970 1 Woche \| 1 \| The Wings \| Maybe I’m Amazed \| – \| \| 30. Mai 1970 – 26. Juni 1970 4 Wochen \| 4 \| Simon & Garfunkel \| Bridge over Troubled Water \| – \| \| 27. Juni 1970 – 10. Juli 1970 2 Wochen \| 2 \| Rare Bird \| Sympathy \| – \| \| 11. Juli 1970 – 21. August 1970 6 Wochen \| 6 \| Mungo Jerry \| In the Summertime \| – \| \| 22. August 1970 – 11. September 1970 3 Wochen \| 3 \| Mardi Gras \| Girl, I’ve Got News for You \| – \| \| 12. September 1970 – 2. Oktober 1970 3 Wochen \| 3 \| Marc Hamilton \| Comme j’ai toujours envie d’aimer \| – \| \| 3. Oktober 1970 – 9. Oktober 1970 1 Woche \| 1 \| Michel Polnareff \| Gloria \| – \| \| 10. Oktober 1970 – 16. Oktober 1970 1 Woche \| 1 \| Creedence Clearwater Revival \| Run Through the Jungle \| – \| \| 17. Oktober 1970 – 6. November 1970 3 Wochen \| 3 \| Johnny Hallyday \| Deux amis pour un amour \| – \| \| 7. November 1970 – 13. November 1970 1 Woche \| 1 \| Cat Stevens \| Lady D’Arbanville \| – \| \| 14. November 1970 – 11. Dezember 1970 4 Wochen \| 4 \| The Moody Blues \| Melancholy Man \| – \| \| 12. Dezember 1970 – 25. Dezember 1970 2 Wochen \| 2 \| Johnny Hallyday \| Essayez \| – \| \| 26. Dezember 1971 – 6. Januar 1971 3 Wochen (insgesamt 3) \| 3 \| George Harrison \| My Sweet Lord George Harrison \| – \| |                                          |                                          |                                          |                           |
| |                                          |                                          |                                          | → 1971 →                  |
| Zeitraum | Wo. ges.                                 | Interpret                                | Titel Autor(en)                          | Zusätzliche Informationen |
| (Zeitraum, Wochen auf Platz eins, Interpret, Titel, Autor[en], zusätzliche Informationen) |                                          |                                          |                                          |                           |
| 27. Dezember 1969 – 9. Januar 1970 2 Wochen | 2                                        | Marcel Zanini                            | Tu veux ou tu veux pas                   | –                         |
| 10. Januar 1970 – 16. Januar 1970 1 Woche | 1                                        | Michel Delpech                           | Wight Is Wight                           | –                         |
| 17. Januar 1970 – 30. Januar 1970 2 Wochen (insgesamt 5) | 5                                        | Michel Polnareff                         | Dans la maison vide                      | –                         |
| 31. Januar 1970 – 13. Februar 1970 2 Wochen (insgesamt 7) | 7                                        | Aphrodite’s Child                        | It’s Five o’ Clock                       | –                         |
| 14. Februar 1970 – 13. März 1970 4 Wochen | 4                                        | Johnny Hallyday                          | Ceux que l’amour a blessé                | –                         |
| 14. März 1970 – 20. März 1970 1 Woche | 1                                        | Ekseption                                | 5th Symphony                             | –                         |
| 21. März 1970 – 17. April 1970 4 Wochen | 4                                        | The Beatles                              | Let It Be                                | –                         |
| 18. April 1970 – 24. April 1970 1 Woche | 1                                        | Michel Sardou                            | Mourir de plaisir                        | –                         |
| 25. April 1970 – 8. Mai 1970 2 Wochen (insgesamt 3) | 3                                        | Ennio Morricone                          | L’homme a l’harmonica                    | –                         |
| 9. Mai 1970 – 15. Mai 1970 1 Woche | 1                                        | Johnny Hallyday                          | Jésus-Christ                             | –                         |
| 16. Mai 1970 – 22. Mai 1970 1 Woche | 1                                        | Michel Polnareff                         | Un train, ce soir                        | –                         |
| 23. Mai 1970 – 29. Mai 1970 1 Woche | 1                                        | The Wings                                | Maybe I’m Amazed                         | –                         |
| 30. Mai 1970 – 26. Juni 1970 4 Wochen | 4                                        | Simon & Garfunkel                        | Bridge over Troubled Water               | –                         |
| 27. Juni 1970 – 10. Juli 1970 2 Wochen | 2                                        | Rare Bird                                | Sympathy                                 | –                         |
| 11. Juli 1970 – 21. August 1970 6 Wochen | 6                                        | Mungo Jerry                              | In the Summertime                        | –                         |
| 22. August 1970 – 11. September 1970 3 Wochen | 3                                        | Mardi Gras                               | Girl, I’ve Got News for You              | –                         |
| 12. September 1970 – 2. Oktober 1970 3 Wochen | 3                                        | Marc Hamilton                            | Comme j’ai toujours envie d’aimer        | –                         |
| 3. Oktober 1970 – 9. Oktober 1970 1 Woche | 1                                        | Michel Polnareff                         | Gloria                                   | –                         |
| 10. Oktober 1970 – 16. Oktober 1970 1 Woche | 1                                        | Creedence Clearwater Revival             | Run Through the Jungle                   | –                         |
| 17. Oktober 1970 – 6. November 1970 3 Wochen | 3                                        | Johnny Hallyday                          | Deux amis pour un amour                  | –                         |
| 7. November 1970 – 13. November 1970 1 Woche | 1                                        | Cat Stevens                              | Lady D’Arbanville                        | –                         |
| 14. November 1970 – 11. Dezember 1970 4 Wochen | 4                                        | The Moody Blues                          | Melancholy Man                           | –                         |
| 12. Dezember 1970 – 25. Dezember 1970 2 Wochen | 2                                        | Johnny Hallyday                          | Essayez                                  | –                         |
| 26. Dezember 1971 – 6. Januar 1971 3 Wochen (insgesamt 3) | 3                                        | George Harrison                          | My Sweet Lord George Harrison            | –                         |

## Alben
| | Liste der Nummer-eins-Hits in Frankreich | Liste der Nummer-eins-Hits in Frankreich | Liste der Nummer-eins-Hits in Frankreich | 1971 →                    |
| \| Zeitraum \| Wo. ges. \| Interpret \| Titel \| Zusätzliche Informationen \| \| (Zeitraum, Wochen auf Platz eins, Interpret, Titel, zusätzliche Informationen) \| \| \| \| \| \| ------------------------------------------------------------------------------ \| -------- \| ---------------------------- \| -------------------------------------- \| ------------------------- \| \| 23. Dezember 1969 – 9. Januar 1970 2 Wochen \| 2 \| (Verschiedene Interpreten) \| Un violon sur le toit \| – \| \| 10. Januar 1970 – 30. Januar 1970 3 Wochen (insgesamt 7) \| 7 \| Joe Dassin \| Le chemin de papa / Les Champs-Elysées \| – \| \| 31. Januar 1970 – 6. Februar 1970 1 Woche (insgesamt 9) \| 9 \| Georges Moustaki \| Le métèque \| – \| \| 7. Februar 1970 – 27. März 1970 7 Wochen (insgesamt 13) \| 13 \| Chicago Transit Authority \| Chicago Transit Authority \| – \| \| 28. März 1970 – 3. April 1970 1 Woche \| 1 \| Aphrodite’s Child \| It’s Five o’ Clock \| – \| \| 4. April 1970 – 15. Mai 1970 6 Wochen (insgesamt 13) \| 13 \| Chicago Transit Authority \| Chicago Transit Authority \| – \| \| 16. Mai 1970 – 5. Juni 1970 3 Wochen (insgesamt 7) \| 7 \| Joe Dassin \| Le chemin de papa / Les Champs-Elysées \| – \| \| 6. Juni 1970 – 3. Juli 1970 4 Wochen (insgesamt 9) \| 9 \| Georges Moustaki \| Le métèque \| – \| \| 4. Juli 1970 – 7. August 1970 5 Wochen \| 5 \| Simon & Garfunkel \| Bridge over Troubled Water \| – \| \| 8. August 1970 – 2. Oktober 1970 8 Wochen \| 8 \| Luis Mariano \| Mes premières opérettes \| – \| \| 3. Oktober 1970 – 30. Oktober 1970 4 Wochen (insgesamt 8) \| 8 \| Barbara \| L’aigle noir \| – \| \| 31. Oktober 1970 – 6. November 1970 1 Woche \| 1 \| Creedence Clearwater Revival \| Cosmo’s Factory \| – \| \| 7. November 1970 – 4. Dezember 1970 4 Wochen (insgesamt 8) \| 8 \| Barbara \| L’aigle noir \| – \| \| 5. Dezember 1970 – 31. März 1971 17 Wochen (insgesamt 25) \| 25 \| Joe Dassin \| La fleur au dent \| – \| |                                          |                                          |                                          |                           |
| |                                          |                                          |                                          | → 1971 →                  |
| Zeitraum | Wo. ges.                                 | Interpret                                | Titel                                    | Zusätzliche Informationen |
| (Zeitraum, Wochen auf Platz eins, Interpret, Titel, zusätzliche Informationen) |                                          |                                          |                                          |                           |
| 23. Dezember 1969 – 9. Januar 1970 2 Wochen | 2                                        | (Verschiedene Interpreten)               | Un violon sur le toit                    | –                         |
| 10. Januar 1970 – 30. Januar 1970 3 Wochen (insgesamt 7) | 7                                        | Joe Dassin                               | Le chemin de papa / Les Champs-Elysées   | –                         |
| 31. Januar 1970 – 6. Februar 1970 1 Woche (insgesamt 9) | 9                                        | Georges Moustaki                         | Le métèque                               | –                         |
| 7. Februar 1970 – 27. März 1970 7 Wochen (insgesamt 13) | 13                                       | Chicago Transit Authority                | Chicago Transit Authority                | –                         |
| 28. März 1970 – 3. April 1970 1 Woche | 1                                        | Aphrodite’s Child                        | It’s Five o’ Clock                       | –                         |
| 4. April 1970 – 15. Mai 1970 6 Wochen (insgesamt 13) | 13                                       | Chicago Transit Authority                | Chicago Transit Authority                | –                         |
| 16. Mai 1970 – 5. Juni 1970 3 Wochen (insgesamt 7) | 7                                        | Joe Dassin                               | Le chemin de papa / Les Champs-Elysées   | –                         |
| 6. Juni 1970 – 3. Juli 1970 4 Wochen (insgesamt 9) | 9                                        | Georges Moustaki                         | Le métèque                               | –                         |
| 4. Juli 1970 – 7. August 1970 5 Wochen | 5                                        | Simon & Garfunkel                        | Bridge over Troubled Water               | –                         |
| 8. August 1970 – 2. Oktober 1970 8 Wochen | 8                                        | Luis Mariano                             | Mes premières opérettes                  | –                         |
| 3. Oktober 1970 – 30. Oktober 1970 4 Wochen (insgesamt 8) | 8                                        | Barbara                                  | L’aigle noir                             | –                         |
| 31. Oktober 1970 – 6. November 1970 1 Woche | 1                                        | Creedence Clearwater Revival             | Cosmo’s Factory                          | –                         |
| 7. November 1970 – 4. Dezember 1970 4 Wochen (insgesamt 8) | 8                                        | Barbara                                  | L’aigle noir                             | –                         |
| 5. Dezember 1970 – 31. März 1971 17 Wochen (insgesamt 25) | 25                                       | Joe Dassin                               | La fleur au dent                         | –                         |